# Dirshacris aridus
Dirshacris aridus är en insektsart som beskrevs av Brown, H.D. 1959. Dirshacris aridus ingår i släktet Dirshacris och familjen gräshoppor. Inga underarter finns listade i Catalogue of Life.